# Correanemertes gordoni
Correanemertes gordoni är en djurart som tillhör fylumet slemmaskar, och som beskrevs av Gibson 2002. Correanemertes gordoni ingår i släktet Correanemertes och familjen Amphiporidae.
Artens utbredningsområde är havet kring Nya Zeeland. Inga underarter finns listade i Catalogue of Life.